# Nestor Fips Schneider
Nestor Fips Schneider ( – Ivoti, 31 de agosto de 2010) foi um político brasileiro.
Foi prefeito de Campo Bom, de 1976 a 1982. Foi deputado estadual pelo Rio Grande do Sul na 46.ª legislatura, como suplente convocado, e na 47.ª legislatura, de 1983 a 1987).